# Anton Soans
Anton Soans (* 17. September 1885 in Oranienbaum, heute Lomonossow, Russisches Kaiserreich; † 26. November 1966 in Tallinn, Estnische SSR, Sowjetunion) war ein estnischer Architekt.

## Leben
Anton Lembit Soans schloss 1913 sein Architektur-Studium am Polytechnikum in Riga ab. Während des Ersten Weltkriegs baute er in Petrograd und Tallinn Festungen und Kasernen für die zaristische Armee.
Mit der Ausrufung der Republik Estland ließ er sich in Tallinn nieder. Von 1920 bis 1923 war er Angestellter des estnischen Landwirtschaftsministeriums. 1921 war er Mitbegründer der Estnischen Architektenvereinigung (Eesti Arhitektide Ühing). Von 1923 bis 1928 war Anton Soans in der Bauabteilung der Tallinner Stadtverwaltung beschäftigt. Von 1928 bis 1932 arbeitete im Amt für Landplanung. Von 1936 bis zur sowjetischen Besetzung Estlands war Soans Beamter im estnischen Infrastrukturministerium. Von 1944 bis zu seiner Pensionierung 1956 war Soans im Zentrum für Architekturprojektierung und -planung sowie beim staatlichen sowjetischen Bauunternehmen Estonprojekt tätig. Daneben war er als Dozent für das Fach Architektur in Tallinn tätig.
Anton Soans war in den 1920er und 1930er Jahren einer der wichtigsten Städteplaner Estlands. Unter anderem war er für die Städteplanung von Viljandi und Kohtla-Järve verantwortlich. Nach dem Zweiten Weltkrieg war er an städtebaulichen Generalplänen für Tallinn, Tartu, Narva, Pärnu und Viljandi beteiligt.
1948 erhielt Soans den Staatspreis der Estnischen SSR. Er war einer der bedeutendsten Architekten des Funktionalismus in Estland. Vor allem das "Haus der Künste" (Kunstihoone) in Tallinn und das Strandhotel (Rannahotell) in Pärnu waren architektonische Wegbereiter des Funktionalismus im Baltikum.
Anton Soans liegt heute auf dem Waldfriedhof von Tallinn begraben.

## Architektonisches Werk (Auswahl)
- Jugendstil-Haus in Tallinn (A. Adamsoni tänav 4, 1929)
- "Haus der Künste" in Tallinn (gemeinsam mit Edgar Johan Kuusik, 1934)
- Wohnhaus in Pärnu (Lõuna tänav 2a, 1936)
- Wohnhaus in Tallinn (Koidula tänav 32b, 1936)
- Badeanstalt in Tallinn (Stadtteil Pelgulinn, 1936)
- Strandhotel in Pärnu (gemeinsam mit Olev Siinmaa, 1935–37)
- Orthodoxe Kirche von Kohtla-Järve (1938)
- Grundschule von Kohtla-Järve (1939)
- Bankgebäude in Võru (gemeinsam mit Edgar Johan Kuusik, 1939)
- Bankgebäude in Pärnu (gemeinsam mit Alar Kotli, 1939/40)